# Lossimäe (Elva)
Lossimäe est une localité de la commune d'Elva, en Estonie.
Au 31 décembre 2011, il compte 116 habitants.